# Пастухов
Пастухов (слч. Pastuchov) насељено је мјесто са административним статусом сеоске општине (слч. obec) у округу Хлоховец, у Трнавском крају, Словачка Република.

## Становништво
| Година:    | 1994. | 2004.   | 2014.   | 2024.   |
| ---------- | ----- | ------- | ------- | ------- |
| Број људи: | 961   | 982     | 970     | 934     |
| Разлика:   |       | +2,18 % | -1,22 % | -3,71 % |

| Година:    | 2023. | 2024.   |
| ---------- | ----- | ------- |
| Број људи: | 948   | 934     |
| Разлика:   |       | -1,47 % |

Према подацима о броју становника из 2024. године насеље је имало 934 становника.